# Leonzio 1909 1992-1993
Questa voce raccoglie le informazioni riguardanti  il Leonzio 1909 nelle competizioni ufficiali della stagione 1992-1993.

## Rosa
| N. |                   | Ruolo | Calciatore             |
| -- | ----------------- | ----- | ---------------------- |
|    | Italia (bandiera) | D     | Cristiano Babuin       |
|    | Italia (bandiera) | C     | Paolo Buccheri         |
|    | Italia (bandiera) | D     | Umberto Carmelino      |
|    | Italia (bandiera) | D     | Michele Cataldi        |
|    | Italia (bandiera) | C     | Maurizio Conte         |
|    | Italia (bandiera) | C     | Edmondo De Amicis      |
|    | Italia (bandiera) | A     | Raffaele Di Napoli     |
|    | Italia (bandiera) | C     | Paolo Esposto          |
|    | Italia (bandiera) | P     | Giovanni Giorgianni    |
|    | Italia (bandiera) | C     | Filadelfo Insauto (I)  |
|    | Italia (bandiera) | A     | Vittorio Emanuele Lupo |

| N. |                   | Ruolo | Calciatore          |
| -- | ----------------- | ----- | ------------------- |
|    | Italia (bandiera) | C     | Nicola Malaguarnera |
|    | Italia (bandiera) | D     | Pietro Mancuso      |
|    | Italia (bandiera) | D     | Edoardo Nobile      |
|    | Italia (bandiera) | D     | Ivan Pazzini        |
|    | Italia (bandiera) | P     | Leonardo Pellegrino |
|    | Italia (bandiera) | D     | Claudio Perdichizzi |
|    | Italia (bandiera) | A     | Riccardo Petrucci   |
|    | Italia (bandiera) | C     | Gaetano Rio         |
|    | Italia (bandiera) | D     | Giuseppe Sequenzia  |
|    | Italia (bandiera) | C     | Vincenzo Spadaro    |
|    | Italia (bandiera) | A     | Graziano Zani       |